# Partido Civil
El Partido Civilista eller Partido Civil ("det civila partiet") var ett konservativt parti i Peru under andra hälften av 1800-talet och första hälften av 1900-talet. 
Partiet grundades som ett medel i motståndet emot militärens ökande makt under Peruanska Republikens historia. Partiets enda mål var att upprätta en civil regering i landet. 
Partiets grundare och förste valde kandidat var Manuel Pardo som regerade från 2 augusti 1872. 
Efter Stillahavskrigen och en framgångsrik revolution som ännu en gång undanröjde den militära makten spelade partiet en viktig roll i återuppbyggnaden av Peru. De flesta av partiets medlemmar ingick i den sociala och ekonomiska eliten i Lima. 
Mellan åren 1899 och 1920, var de flesta av presidenterna medlemmar i partiet. Denna period av Perus historia kallas den "aristokratiska republiken". Partiet tappade sin politiska betydelse, under Augusto B. Leguia y Salcedos regering. 

## Presidenter, från Partido Civil
- Manuel Pardo (1872 - 1876)
- Eduardo López de Romaña (1899 - 1903)
- Manuel Candamo (1903 - 1904)
- Serapio Calderón (1904)
- Augusto B. Leguía (1908 - 1912)
- José Pardo y Barreda (1915 - 1919)

## Presidenter som började sin politiska karriär inom Partido Civil
- Augusto B. Leguía y Salcedo (1908 - 1912) (1919 - 1930)
- Guillermo Billinghurst (1912 - 1914)
- Manuel Prado y Ugarteche (1939 - 1945) (1956 - 1962)